# 名古屋外國語大學
名古屋外国语大学（英语：Nagoya University of Foreign Studies），是一所位于日本爱知县日进市岩崎町竹之山57的私立大学。1988年设立。大学简称名古屋外大、名外大，英文缩写为NUFS。

## 概况

### 大学
1988年，该校作为日本中部地区唯一的外国语大学开学。同校园内有姊妹校名古屋学艺大学。

### 历史
- 1988年 成立，设立外国语学部（英美语·法语·中文）
- 1994年 开设国际经营学部国际经营学科
- 1997年 开设大学院·国际交流研究科
- 1999年 在外国语学部中设立日本语学科。设立留学生别科
- 2004年3月 国际经营学部停止招生
- 2004年4月 设立现代国际学部（现代英语学科·国际商务学科）
- 2008年 在外国语学部中设立英语教育学科
- 2013年 在现代国际学部中设立国际教养学科[1]

## 学校组织

### 学部
- 外国语学部
- 现代国际学部

### 大学院
- 国际交流研究科（国際コミュニケーション研究科）

## 相关链接
- 官方网站 （页面存档备份，存于）